# Konstantin Ferstl
Konstantin Maria Ferstl (* 1983 in Eichstätt) ist ein deutscher Regisseur, Autor und Musiker.

## Leben
Ferstl wurde im bayerischen Eichstätt im Altmühltal als ältester Sohn einer Akademikerfamilie geboren und wuchs in der Hallertau auf. Sein Urgroßvater war ein Seefahrer aus dem Bayerischen Wald, der die Skagerrakschlacht überlebte und nach der Selbstversenkung der kaiserlichen Hochseeflotte auf den Orkney-Inseln beim Schwimmen ertrank. Das Leben des Urgroßvaters ist Teil der Handlung von Konstantin Ferstls Roman Die blaue Grenze. Im Alter von drei Jahren las er Bücher von Michael Ende und J.R.R. Tolkien und verfasste im Vorschulalter seine ersten eigenen Geschichten. Als Schüler erhielt er Preise für sein sprachliches Talent. Nach dem Abitur und dem Zivildienst studierte er Regie an der Hochschule für Fernsehen und Film München. 2010 gründete er die Produktionsfirma Caporetto Film, benannt nach dem slowenischen Ort Caporetto, der auch in Ernest Hemingways Roman A Farewell to Arms eine große Rolle spielt.

## Werk

### Film
Ohne Fernseher aufgewachsen, begann Ferstl als Jugendlicher eigene Filme zu drehen, nachdem er erstmals Toto der Held von Jaco Van Dormael gesehen hatte. Während seines Regiestudiums entstanden Kurzfilme wie Lethe (nach einem Gedicht von Baudelaire) und Tage wie Jahre. Sein erster langer Spielfilm Trans Bavaria hatte 2011 auf den Hofer Filmtagen Premiere, wo er mit dem Bild-Kunst-Preis ausgezeichnet wurde, und kam im Frühjahr 2012 in die deutschen Kinos. Für Trans Bavaria erhielt Ferstl auch den Starter Filmpreis der Landeshauptstadt München und den Kulturpreis Bayern.
Zusammen mit Nicole Walter-Lingen schrieb Ferstl das Drehbuch für alle bisherigen 26 Folgen der ARD-Kinderserie Racko – Ein Hund für alle Fälle.

### Musik
Als Kind erhielt er Klavier- und Gesangsunterricht, später lernte er autodidaktisch Gitarre. Als Jugendlicher begann er, auch eigene Lieder zu schreiben. Er veröffentlichte mehrere Tonträger als Sänger und Songwriter, u. a. auch mit seinem Schulfreund, dem Komponisten Christoph Zirngibl. Während seines Studiums arbeitete er nebenbei als Barpianist. Ferstl komponierte die Filmmusik für Kurzfilme sowie für den Kinofilm Drei Stunden.

## Filme (Auswahl)

### Buch & Regie
- 2006: Lethe
- 2007: Wie es bleibt
- 2008: Tage wie Jahre
- 2011: Trans Bavaria
- 2014: Letztkönig
- 2019: Finis Terrae

### Buch
- 2019–2021: Racko – Ein Hund für alle Fälle (Fernsehserie) (zusammen mit Nicole Walter-Lingen)

### Musik
- 2006: Schattenkind (Regie: Hans Hege)
- 2009: Daniels Asche (Regie: Boris Kunz)
- 2012: Drei Stunden (Regie: Boris Kunz)

## Tonträger (Auswahl)
- 2008: Songs From The City, Hymns To The Country (mit Symbiance)
- 2009: They Called Me The Hyacinth Girl
- 2010: What The Geologist Knew About Time (mit Symbiance)
- 2012: Drei Stunden (Original Filmmusik)
- 2014: The Love to End All Love (mit Symbiance)

## Bücher
- 2023: Die blaue Grenze (Roman), Rowohlt Verlag, ISBN 978-3-7371-0185-1